# Altmetrik

Das ursprüngliche Logo aus dem Altmetrics Manifesto

Altmetrik (Plural: Altmetriken) ist ein Schachtelwort aus alternativ und Metrik und wurde zuerst als englischer Ausdruck altmetrics verwendet.
Als Altmetriken werden im wissenschaftlichen Publikationswesen bibliometrische Kennzahlen bezeichnet, die als Alternative zu den traditionellen bibliometrischen Kennzahlen wie dem Impact Factor und dem h-Index dienen.

## Geschichte
Der Begriff wurde 2010 von Jason Priem et al. zunächst als Oberbegriff für artikelbasierte Kennzahlen vorgeschlagen. Er beruht auf dem Hashtag #altmetrics.
Traditionelle bibliometrische Kennzahlen, die aus Zitierungen errechnet werden, können zum Teil erst Jahre nach dem Erscheinen einer wissenschaftlichen Arbeit ermittelt werden. Neue Formen der wissenschaftlichen Kommunikation werden nicht berücksichtigt, obwohl sie wesentlich früher Anhaltspunkte für die Bedeutung einer Veröffentlichung geben können.
Deshalb begannen Verlage wie die Public Library of Science (PLoS) 2009 die Nutzung der Online-Artikel als zusätzliche Informationen anzuzeigen. Diese artikelbasierten Metriken wurden erweitert um weitere Onlinedaten v. a. aus der wissenschaftlichen Kommunikation im Web 2.0.

## Methoden
Altmetriken versuchen ein möglichst breites Spektrum an Reaktionen im Web auf eine wissenschaftliche Veröffentlichung zu erschließen und zu quantifizieren. Sie sind den Webmetriken ähnlich.
Ursprünglich flossen Zitierungen nicht in die Metriken mit ein.
Gemessen werden Aktionen, die ein Dokument im Web
- nutzen (aufrufen und herunterladen),
- besprechen und verlinken, auf Webseiten von wissenschaftlichen Institutionen oder Nachrichtenportalen,
- diskutieren und liken  z. B. in (Mikro-)Blogs oder sozialen Netzwerken,
- referenzieren in webbasierten Literaturmanagementsystemen wie Mendeley.[6][7]

### Altmetriken
- Altmetric Score von Altmetric.com: Zählung verschiedener Webquellen[8], bei denen eine Aktion zu einer Publikation erfolgte. Es werden nach Quellentyp kategorisierte Einzelwerte und ein zusammenfassender, gewichteter Score ausgegeben.
- PlumX Metrics vom Plum Analytics: Auflistung und Visualisierung der Online-Aktionen bezüglich einer Publikation.[9]
- PLoS Article Level Metrics (ALM): Die Nutzungsdaten, die zu jedem Artikel des Verlags angezeigt werden, beinhalten sowohl traditionelle Zitierungen als auch Webaktionen.[10]

## Bewertungsgegenstand
Trotz der ursprünglichen Verwendung als artikelbasierte Metriken können Altmetriken auch für Personen, Institutionen, Zeitschriften, Bücher, Datensätze oder andere analoge und digitale Objekte erhoben werden.

## Webseiten und Projekte

### Dienstleister
Verschiedene Dienstleister wie Altmetric.com oder Plum Analytics berechnen und veröffentlichen Metriken für wissenschaftliche Publikationen. Über eine Schnittstelle können z. B. Autoren die Kennzahlen und ihre graphische Repräsentation in ihrer Publikationsliste anzeigen lassen.
Die vorgenannten Anbieter bieten ihre Werte auch als graphische Symbole an, die den errechneten Score optisch verdeutlichen sollen. Am bekanntesten ist der Donut von Altmetric.com.

### Verlage und Herausgeber wissenschaftlicher Veröffentlichungen
Wissenschaftliche Verlage wie BioMed Central, Elesevier, Frontiers, Nature Publishing Group oder Public Library of Science ermitteln und veröffentlichen artikelbasierte Metriken als Zusatzinformation bei den Artikeln in ihren Zeitschriften.

### Wissenschaftliche Institutionen und Förderorganisationen
In den Snowball Metrics, einer Initiative von britischen Forschungsinstituten zur Messung und zum Vergleich von Forschungsleistungen, sind Twitterzahlen als eine der Komponenten enthalten.

## Interpretation
Altmetriken bieten eine zusätzliche und schnell zugängliche Information über die Rezeption wissenschaftlicher Veröffentlichungen in der Wissenschaftsgemeinde aber auch über den Wissenstransfer in die Öffentlichkeit. Sie spiegeln die modernen Kommunikationsgewohnheiten wider, bilden jedoch auch hier Fächerkulturen und allgemeine Trends ab.
Ein weiterer Vorteil ist es, dass nicht nur Zeitschriftenartikel, sondern auch andere Publikationen bis hin zu Datensätzen gemessen und bewertet werden können. Zudem reagieren Altmetrics-Daten innert Tagen oder Wochen auf eine interessante Publikation während dies bei traditionellen Zitaten Jahre dauert. Forscher könnten deshalb Altmetrics-Daten zu einer Präselektion ihres Literaturstudiums nutzen.

## Kritik
Noch befinden sich viele Methoden im Teststadium, die Algorithmen zur Berechnung der Werte werden laufend nachjustiert.
Die Aussage- und Vorhersagekraft der Altmetriken ist umstritten. Ein Zusammenhang zwischen Erwähnungen in Blogposts und traditionellen Zitierungen ist manchmal vorhanden, aber nicht immer. Die Korrelation von traditionellen Zitaten ist mit Twitter Referenzen vernachlässigbar (gepoolt r = 0,003), mit Blog-Zählungen gering (gepoolt r = 0,12) und mit Lesezeichen-Zählungen von Online-Referenzmanagern mittel bis groß (CiteULike gepoolt r = 0,23; Mendeley gepoolt r = 0,51).
Bei Altmetriken besteht die Gefahr des Gaming, also der gezielten Manipulation von Online-Metriken durch Autorinnen und Autoren selbst. Für die Soziologin Martina Franzen geht es für Autorinnen und Autoren vor allem „darum, erfolgreiches Reputationsmanagement zu betreiben und über Eigenwerbung in sozialen Medien, aktive Bewertungen der anderen oder passgenaue Zielgruppenkommunikation dafür zu sorgen, die eigenen Klickzahlen stetig zu erhöhen.“ Vor diesem Hintergrund ist sich die wissenschaftliche Community uneins, ob Altmetriken tatsächlich zur Bewertung wissenschaftlicher Qualität beitragen können oder doch nur reine Zahlenspielerei sind.
Überdies genügen alternative Metriken genauso wenig wie Zitationsmetriken den Prinzipien der Offenheit wie wissenschaftliche Überprüfbarkeit und Modellierung, Transparenz in ihrem Zustandekommen und ihrer Methodik, Übereinstimmung mit den Prinzipien der Offenen Wissenschaft.